# Casba

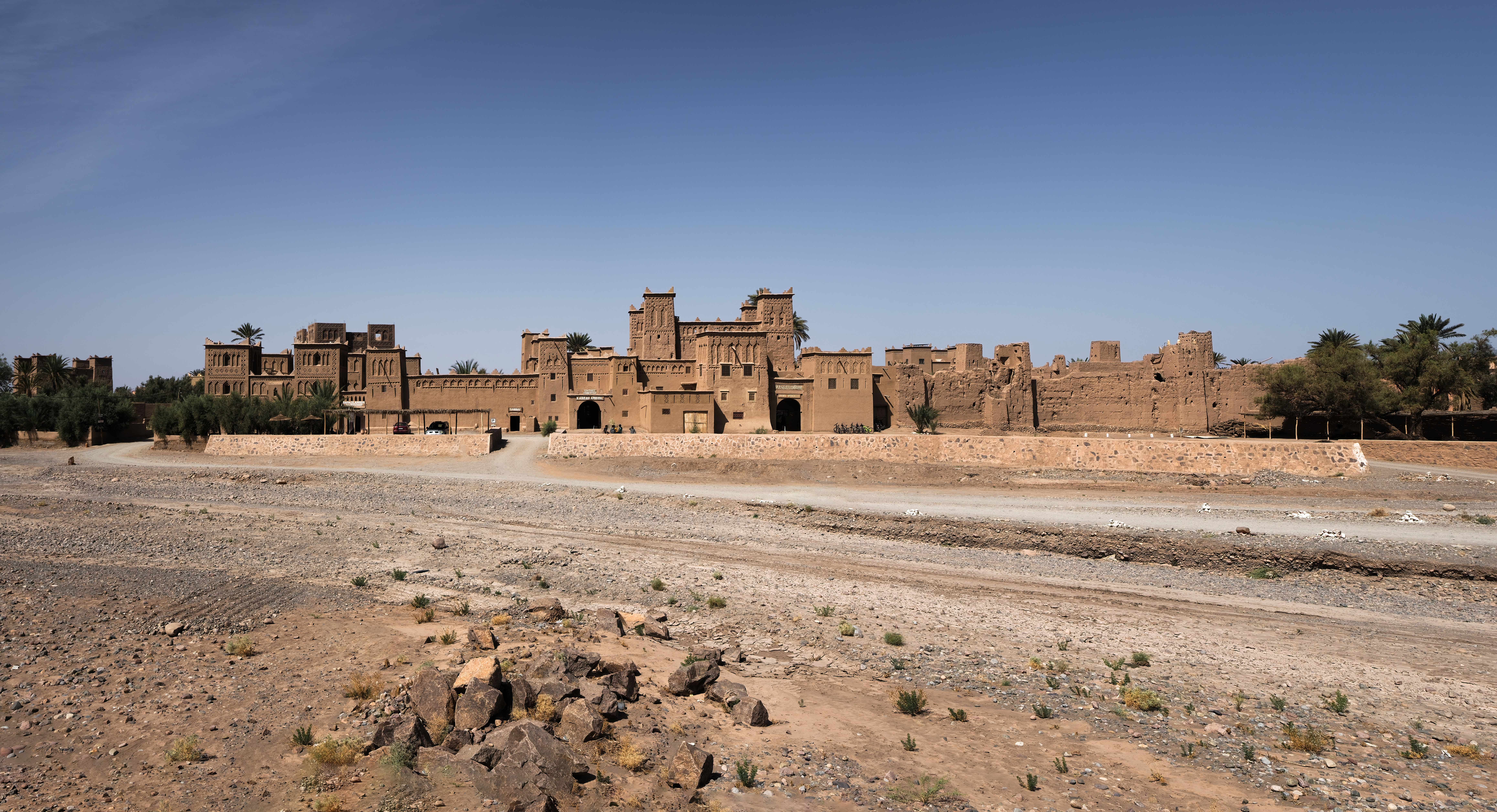
Casba Amridil en Marruecos

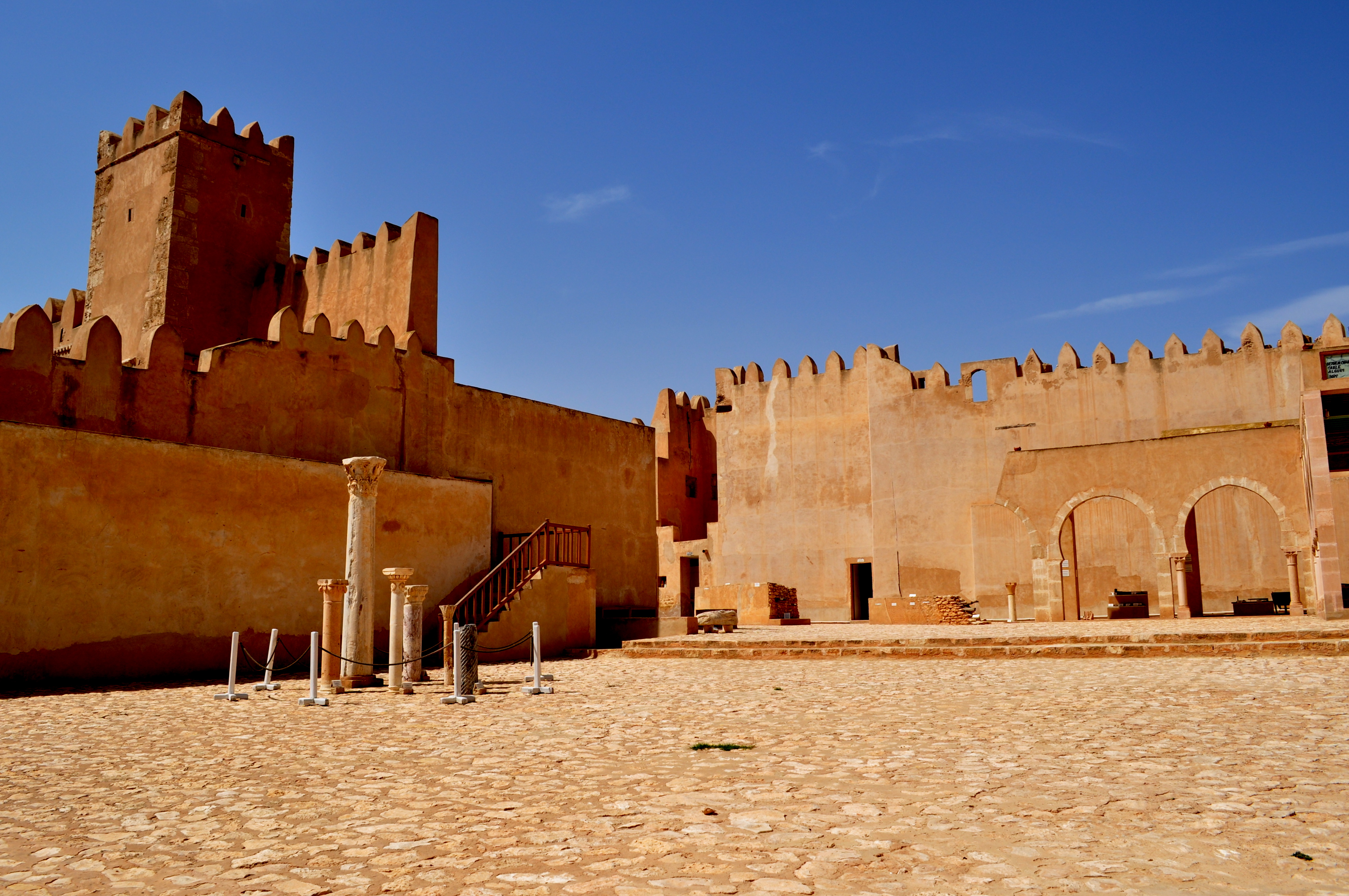
Casba de Sfax en Túnez

Se llama casba (en árabe: القَصَبَة‎, al-qaṣabah; de قَصَب, qaṣab, «vigilar») a diferentes tipos de  fortificaciones de origen islámico, como medinas amuralladas, fortalezas o ciudadelas. El significado de qasbah es amplio, implicando también «torreón», «casco antiguo», «atalaya» o «blocao».

## Terminología
Según la región y el sistema de transcripción se puede escribir también como kasbah, qasaba, gasaba y quasabeh o qassabah. En la península ibérica dio origen a las palabras alcazaba en español y alcáçova en portugués. En las áreas amazig del norte de África, se  denominan  tighremt (ⵜⵉⵖⵔⵎⵜ) y son una edificación de planta cuadrada que servía como residencia para una familia poderosa, como la qasbah Tauirt (en Uarzazat) o la casba Amridil (en Uarzazat). Se diferencia del Ksar («alcázar») pues este es todo un pueblo amurallado, y los ksur son más antiguos que los qasbun.

## Historia
No hay conquista de ciudad notable entre los musulmanes en la que no se haga mención de la alcazaba como sitio donde se hallaba depositado el tesoro de la ciudad. Durante la lucha que los reinos cristianos sostuvieron contra los reinos musulmanes en la península ibérica, hallamos menciones a las alcazabas en todos aquellos núcleos importantes conquistados por los cristianos. Córdoba, Badajoz, Sevilla, Valencia, Zaragoza, Málaga, Granada o Silves, entre otras, poseían esta clase de fortificaciones, y aun en África, en la conquista de Orán por el cardenal Cisneros o en la conquista de Túnez por el emperador Carlos V, se dice que los fuertes que fueron conquistados por los sitiadores fueron sus alcazabas. En la campaña de Túnez refiere el cronista Prudencio de Sandoval:

El Emperador se trasladó, en el instante en que le fue entregada la alcazaba de la ciudad, donde estaban los tesoros del rey Hacem, entre los cuales se contaban una grande y rica librería, cuyas encuadernaciones y viñetas eran de oro y azul que valían una suma exorbitante, una botica o colección escogida de olores y perfumes y de colores preciosos como grana, azul o «alaxuri», lo cual sintió sobremanera aquel príncipe.
[cita requerida]

En el siglo XIX, al conquistar los franceses, mandados por el mariscal Bonrmont, la ciudad y territorio de Argel, uno de los fuertes cuyas llaves se entregaron en señal de vasallaje fue el de la alcazaba, fundada en el siglo XVII. El último rey de Argel, Hiissem Bajá, temiendo la suerte trágica que habían tenido los más de sus predecesores, abandonó el primitivo palacio donde aquellos siempre habían residido y se encerró junto con sus mujeres y tesoros en la alcazaba, de cuya posición hizo una fortaleza erizada de cañones, prohibiendo aproximarse a ella aun a la misma milicia turca. Los franceses entraron en Argel el 4 de julio de 1850 y al día siguiente por la mañana ocuparon aquella fortaleza que ya había abandonado el rey. Las llaves particulares de las puertas donde estaban hacinadas las riquezas fueron entregadas por el Khamodar a una comisión nombrada por el mariscal que formalizó el inventario de todas ellas.

## Tipologías

### Torreón

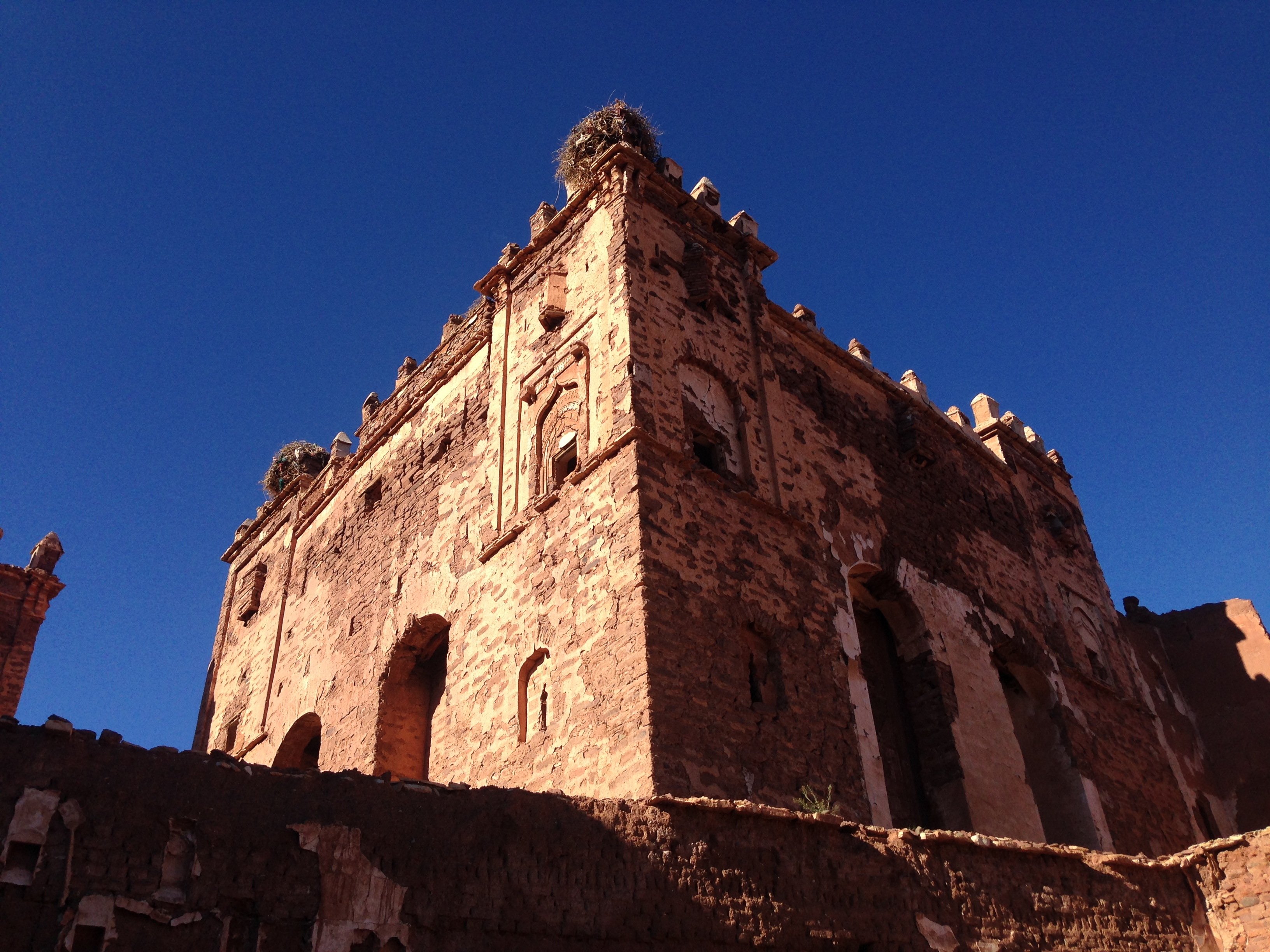
Vista del edificio principal de Teluet Qasbah, en Marruecos.

En Marruecos e Iberia, la forma árabe de la palabra qasbah con frecuencia se refiere a múltiples edificios en una fortaleza, ciudadela o varias estructuras detrás de un muro defensivo. La palabra castellana «alcazaba» es un nombre afín al edificio equivalente en Al-Ándalus. En portugués, se convirtió en la palabra alcáçova. En catalán, la evolución resultó en alcassaba. Una qasbah era un lugar para que viviera el líder local y una defensa cuando una ciudad estaba bajo ataque. Una qasbah tiene paredes altas, generalmente sin ventanas. A veces, como en Tánger, se construían en las cimas de las colinas para poder defenderlas más fácilmente. Algunos fueron colocados cerca de la entrada a los puertos. Tener una qasbah construida fue un signo de riqueza de algunas familias en la ciudad. Cuando comenzó la colonización en 1830, en el norte de Argelia, había varias qasbahs que duraron más de 100 años.

### Casco antiguo

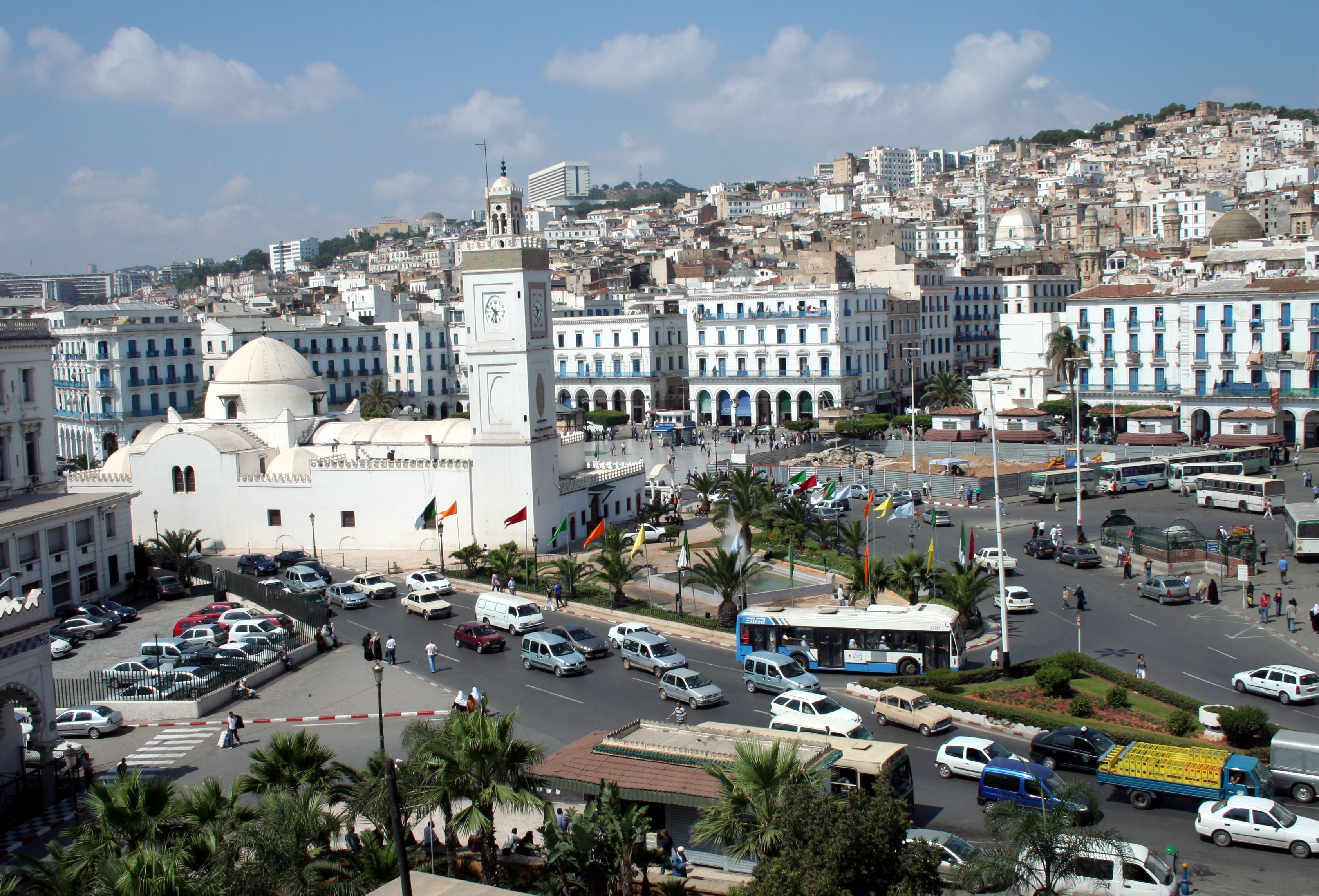
Vista de la casba de Argel, que abarca toda la medina

La palabra qasbah también se puede usar para describir la parte antigua de una ciudad («ciudad vieja» o «casco antiguo»), en cuyo caso tiene el mismo significado que un barrio de la medina. Algunos de los ejemplos destacados de qasbah como ciudad vieja son la Casba de Argel y la Casbah de Dellys. En turco y urdu, la palabra kasaba se refiere a un asentamiento más grande que una aldea pero más pequeño que una ciudad: un pueblo. En serbocroata, kasaba (cirílico: касаба) significa una pequeña ciudad provincial no desarrollada. En India, una qasbah es un pequeño pueblo que se distingue por la presencia de familias musulmanas de alto rango.

### Atalaya

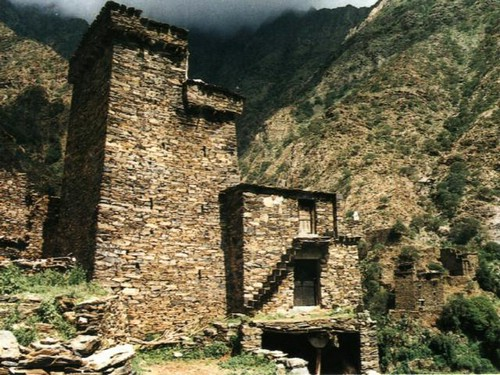
Torre de vigilancia (qasbah) en la ciudad de Al Baha en el Hiyaz de Arabia Saudí.

En las provincias de Al-Bahah y Asir de Arabia Saudita y en Yemen, la palabra qasaba generalmente se refiere a una sola torre de piedra o roca, ya sea como parte de una casa-torre o una torre aislada en la cima de una colina o al mando de un campo. La Encyclopædia Britannica lo define como: «Las qasaba antiguas («torres») encontradas en la provincia se usaban como vigías o graneros». Otro libro describe estas torres de la siguiente manera: «Aparentemente exclusivas de la arquitectura de Asir son las torres qasaba. La controversia rodea su finalidad: algunos argumentan que fueron construidos como miradores, y otros que eran guardas, o incluso graneros. Quizás sea una combinación, aunque la posición correcta de una torre de vigilancia, en la cima de una colina, es el lugar equivocado para una fortaleza o granero». Los arqueólogos han encontrado imágenes de torres similares en las ruinas de Qaryat al-Fāw, en el Desierto de Rub al-Jali de Arabia Saudita, que datan del siglo III a. C. al siglo IV d. C. «Las casas se levantaron dos pisos, sostenidas por muros de piedra de casi 2 m de grosor y con servicios tales como sistemas de suministro de agua y letrinas en el segundo piso. Un llamativo mural representa débilmente una casa de torre de varios pisos con figuras en el ventanas: su diseño se asemeja a viviendas similares hoy en Yemen y el sur de Arabia Saudita». «La mayoría de las qasabas tienen una planta circular, aunque algunas son cuadradas. A veces tienen una banda de piedras de cuarzo justo debajo de las ventanas o enmarcando las ventanas. Un ejemplo bien conservado está en la parte superior de Wadi Ain. Los restos de una torre martello similar a la estructura de piedra que se encuentra justo al lado del camino de tierra al norte de Al-Masnah. Parece ser un antecedente interesante de la granja de Asir y tal vez estrechamente relacionado con la qasaba. Ahora está en ruinas, pero una vez fue una vivienda y es muy defensiva». Una cuenta dice acerca de un pueblo tradicional en Al-Bahah, Arabia Saudita: «Incluso el camino que conduce al pueblo es impresionante, y varias torres históricas de piedra y pizarra salpican el camino. La provincia de Al-Bahah es conocida como la región de 1001 torres, una vez construidas para proteger pueblos, carreteras y plantaciones de tribus rivales. Hoy, estas torres están abandonadas, y muchas de ellas están parcial o completamente en ruinas».

### Alcazaba andalusí
En el contexto de la península ibérica, la alcazaba (del árabe: القصبة, "al-qaṣabah") era una construcción o recinto fortificado de carácter urbano, cuya función era servir de residencia a un gobernador y defender presumiblemente un lugar determinado y sus contornos, albergando una guarnición que, con frecuencia, conformaba un pequeño barrio militar con viviendas y servicios, constituyendo una ciudadela.